# Abwehrgruppe-107
Abwehrgruppe-107 – oddział rozpoznawczo-wywiadowczy Abwehry podczas II wojny światowej
Grupa została utworzona w okupowanej Warszawie krótko przed atakiem wojsk niemieckich na ZSRR 22 czerwca 1941 r. Była podporządkowana Abwehrkommando-3. Działała na obszarze okupowanej Białorusi w pasie działań niemieckiej 2 Armii Pancernej gen. Heinza Guderiana, a następnie 9 Armii gen. Waltera Modela. Na jej czele stanął kpt. Hellert, od lipca 1943 r. por. Hebauer, zaś od października 1944 r. ppor. Heinrichsen. Agentura była werbowana wśród jeńców wojennych z Armii Czerwonej osadzonych w obozach jenieckich na Białorusi. Agenci początkowo otrzymywali jedynie podstawowe informacje wywiadowcze. Dopiero w marcu 1943 r. pod Briańskiem rozpoczęły działalność specjalistyczne kursy wywiadowcze, na czele których stał kpt. Furman, a następnie por. Bachmann. Latem tego roku przeniesiono je w rejon Orła. W kursach uczestniczyło w tym czasie 12 radiowców i 18 wywiadowców. Po ukończeniu kursu agenci zostali przerzuceni przez linię frontu samolotami z lotnisk w Orle i Rosławiu. Abwehrgruppe współpracowała z grupą lotniczą kpt. Heidricha. Abwehrgruppe był podporządkowany oddział ochronny w liczbie 80–90 osób pod dowództwem b. majora Armii Czerwonej Kliuczanskiego, a także sformowany w styczniu 1942 r. oddział CBF. Stacjonowały one w rejonie Orła. Oddział CBF składał się z ok. 400 rosyjskich kolaborantów na czele z niemieckim oficerem kpt. Schatem, zaś od jesieni 1942 r. por. Czernuckim. Na czele poszczególnych pododdziałów stali Zamutin, Szestakow (Arsenow), Kliuczanski i Samołykow. Oddział zajmował się wprowadzaniem agentów do sowieckich oddziałów partyzanckich. We wrześniu 1943 r. przeniesiono go do Bobrujska, w 1944 r. do Prus Wschodnich, a następnie w rejon Tomaszowa Mazowieckiego, gdzie uczestniczył w walkach z Armią Czerwoną. Po ciężkich stratach został rozmieszczony na odpoczynek koło Łodzi. Pod koniec marca 1945 r. resztki oddziału weszły w skład Sił Zbrojnych Komitetu Wyzwolenia Narodów Rosji. W składzie Abwehrgruppe-107 sowiecki kontrwywiad miał swojego agenta w postaci b. lotnika Armii Czerwonej Andrijewskiego, który ściśle współpracował z partyzantami, a ci przekazywali uzyskane informacje wywiadowcze do Moskwy.